# John Munch
Pour les articles homonymes, voir Munch.
 (janvier 2025).
John Munch est un personnage de fiction apparaissant dans les séries télévisées Homicide et New York, unité spéciale,, interprété par l'acteur Richard Belzer et doublé en version française par Jean-Luc Kayser, puis Julien Thomast.

## Biographie
Il est juif et a avoué un jour que le seul point commun entre le judaïsme et lui est qu'il déteste travailler le samedi. Il est cependant très sensible aux blagues antisémites. Bien qu'ayant été marié et divorcé 4 fois, il croit toujours en l'amour.
Il était d'abord inspecteur de la brigade criminelle à Baltimore dans la série Homicide, débutée le 30 janvier 1993 jusqu'à la septième saison où il décide de se retirer et prendre sa pension avant de rejoindre l'unité spéciale pour les victimes, une unité où les policiers enquêtent sur des crimes sexuels.
Dans Homicide, il était décrit comme un théoricien cynique et parlant sans cesse de conspiration. Dans New York, unité spéciale, il détient les informations sur les enquêtes en cours et participe souvent à des opérations en sous-marin. Il est néanmoins minutieux et plus cultivé en littérature et en politique que ses jeunes collègues.
Après son arrivée à l'unité spéciale pour les victimes, il a fait équipe avec trois partenaires différents : Brian Cassidy, Monique Jeffries et Odafin Tutuola. Il considérait Cassidy comme un jeune frère, lui donnant parfois des conseils plus que douteux sur les femmes et la vie, n'hésitant pas aussi à lui faire des blagues. Après le départ de Cassidy, Munch fit brièvement équipe avec Jeffries jusqu'à l'arrivée de Tutuola. Leur relation fut d'abord chaotique au début, jusqu'au jour où Tutuola décide de se confier à lui sur la mort de son partenaire aux stups et la relation étrange qu'il entretient avec son fils Ken. Les deux hommes finiront par développer une relation chaleureuse et complice.
Dans l'épisode Issue de secours (saison 5, épisode 22), il va faire la rencontre d'Amy Solwey, embryologiste et fondatrice du site Prenonsletrain.com, un site spécialisé pour les personnes souhaitant mettre fin à leurs jours ou souhaitant continuer à vivre. Celle-ci a encouragé Christina Nerrit à se suicider, en lui fournissant de l'insuline. L'inspecteur va éprouver un attachement particulier pour cette femme, en apprenant que cette dernière souffre de néphropaties par anomalie du collagène IV (syndrome d'Alport) et qu'elle est en train de mourir petit à petit de cette infection urinaire. En attente d'une transplantation pour un nouveau rein, elle refuse la dialyse et la greffe, préférant mourir. Il va lui rendre visite à l'hôpital et lui raconte le suicide de son père lorsqu'il était enfant. Touchée par son histoire, Amy Solwey accepte finalement la transplantation et la dialyse. Il va retrouver cette dernière dans l'épisode La vie en morceaux (saison 6, épisode 22) lorsque celle-ci est en attente de transplantation d'un rein. Elle a fait 3 mois de prison, mais a été libérée par pitié. Son infection urinaire est passée au dernier stade et elle peut en mourir bientôt. Il va l'aider à se faire transplanter un rein acheté sur le marché noir qui lui est compatible, mais est empêché par Elliot et Casey, car un enfant allait subir illégalement une transplantation. Malheureusement, le gamin va mourir et Amy Solway refuse une nouvelle transplantation.
Ayant vécu une enfance malheureuse, il sait aussi faire preuve de compassion envers les victimes, en particulier envers les femmes et les enfants. N'ayant jamais été blessé depuis qu'il a rejoint l'unité, John Munch connait sa première blessure dans l'épisode Des enfants pour cible  (saison 7, épisode 6) où il se fait tirer dessus par un extrémiste blanc durant un jugement. Son équipier lui fait la surprise de lui apporter un milk-shake en lui rendant visite à l'hôpital.
Il quitte l'unité spéciale dans l'épisode 5 de la saison 15.
Toutefois, il fera encore quelques apparitions spéciales dans la suite de la saison 15, sa dernière apparition dans l'Unité Spéciale a lieu dans l'épisode 20 de la saison 17. Le personnage est au total apparu dans 450 épisodes des différentes séries.
Il apparait dans l'épisode 3 de la saison 5 de X-files et dans l’épisode 7 de la saison 5 de Sur écoute.